# Valkyrior
El Valkyrior es una organización ficticia que aparece en los cómics estadounidenses publicados por Marvel Comics. Basado en la Valquirias de la Mitología nórdica, el grupo, creado por Stan Lee y Jack Kirby, apareció por primera vez en Thor # 133 (octubre de 1966). Dentro del contexto del universo compartido de Marvel, el Valkyrior es un grupo de guerreras lideradas por Brunnhilda / Valquiria que originalmente fue designada por Odín para llevar las almas de los héroes asesinados a Valhalla. En 2013, el equipo se convirtió en el tema de la serie de corta duración, Defensores sin Miedo.

## Historial de publicaciones
El Valkyrior, creado por Stan Lee y Jack Kirby, apareció por primera vez en Thor # 133 (octubre de 1966). El equipo, dirigido por Valquiria y Misty Knight, es el tema de la serie 2013, Defensores sin Miedo de Cullen Bunn y Will Sliney. Bun dijo: "La idea básica del libro es que Valquiria está eligiendo un nuevo equipo de Valkyrior, y se le ha pedido que elija a todas estas mujeres de los héroes de Midgard, en lugar de Asgard. Ha fallado por completo en esta tarea. Valquiria ha sido incapaz de elegir a alguien que siente que es digna de ser una de las anfitrionas de las doncellas del escudo. Así que simplemente no lo ha hecho. Ha dejado caer la pelota. Porque no ha hecho lo que dijo que haría, la naturaleza, o sobrenatural, como es, aborrece el vacío. La ausencia del Valkyrior ha abierto la puerta a algo terrible. Algo horrible está despertando, y Valquiria descubre que es realmente su culpa que haya puesto todo en riesgo".

## Historia ficticia
Las Valkyrior son diosas guerreras de Asgard que montan caballos alados. Originalmente, bajo el liderazgo de Brunnhilda, tomaron héroes humanos heridos de muerte de los campos de batalla alemanes y escandinavos y los llevaron a Valhalla, un área de la dimensión asgardiana donde las formas astrales de los asgardianos y héroes humanos muertos se deleitan eternamente y compiten en batallas amistosas. Las Valquirias ya no podían realizar esta tarea cuando Odín, gobernante de Asgard, prometió a los Celestiales hace un milenio que restringiría severamente el contacto de Asgard con la Tierra.
En años posteriores, Brunnhilda se convirtió en miembro de los Defensores de la Tierra. Las Valquirias restantes fueron asesinadas en una guerra entre Odín y Hela por el gobierno de Valhalla. Odin devolvió la vida a las Valquirias después de recuperar la posesión de Valhalla, pero estas Valquirias solo tienen forma física dentro de Valhalla; fuera de él, existen solo en forma astral. Valtrauta ha tomado el lugar de Brunnhilda como gobernante de Valkyrior, y la hermana de Hildegarde, Krista (también conocida como Mist), ha desempeñado el papel de la novena Valquiria, abierta desde la partida de Brunnhilda.

## Miembros

### Valkyrior de Asgard
- Axe[2] –un miembro de Valkyrior
- Brunnhilda[3] –líder
- Danielle Moonstar[4] –miembro original de los Nuevos Mutantes, se unió al Valkurior.
- Freya[5] –la Diosa de la Fertilidad que solía trabajar como una antigua Valquiria.
- Gerda[6] –un miembro de Valkyrior
- Grimgerta[7] –un miembro de Valkyrior
- Gruenhilda[8] –un miembro de Valkyrior
- Hercara[8] –un miembro de Valkyrior
- Hermanas Fatales[9] –un trío de Valquirias
  - Hilda –un miembro de Valkyrior
  - Mista –un miembro de Valkyrior
  - Sangrida –un miembro de Valkyrior
- Hildergarde[10] –una valquiria asgardiana dotada con una fuerza extraordinaria y grandes habilidades con la espada.
- Krista[11] –miembro de Valkyrior y hermana de Hildegarde, fue secuestrada por Plutón para que los asgardianos fueran a la guerra contra los Olímpicos, pero afortunadamente fue salvada por Thor y Hércules.
- Leita[12] –un miembro de Valkyrior
- Mist[2] –miembro de Valkyrior, invitó a Danielle a unirse a ellos.
- Rossveissa[12] –también conocida como Svava, es miembro del Valkyrior, pero obligada a servir a Hela
- Sygnet[13] –un miembro de Valkyrior
- Valtrauta[14] –un miembro de Valkyrior

### Valkyrior de Los Defensores
- Bruhhilda –líder
- Misty Knight –líder[15]
- Elsa Bloodstone –un miembro de Valkyrior[15]
- Clea –un miembro de Valkyrior[15]
- Danielle Moonstar –un exmiembro de Valkyrior
- Nova –un miembro de Valkyrior[15]
- Ren Kimura –un miembro inhumano de Valkyrior, novia de Annabelle[16]
- Annabelle Riggs –miembro de Valkyrior, novia de Ren[15]
- Hippolyta –un miembro de Valkyrior, novia de Ren[15]

### Disir
- Brün[17] –líder de Disir, fue la primera en ser maldecida por Bor debido a su rebelión cuando trabajaba con Sigurd.
- Göndul[18] –miembro de Disir, es una cobarde y una tonta.
- Hlökk[18] –un miembro de Disir
- Kára[17] –un miembro de Disir

## En otros medios
El Valkyrior aparece en la película de 2017, Thor: Ragnarok. Odín envió a sus Valquirias a Hel para evitar que Hela escapara. El ataque se convirtió en una masacre, ya que Hela mató a todas las Valquirias con la excepción de Brunnhilda. El trauma de la masacre la llevó a abandonar Asgard y establecerse en Sakaar.